# Дофин (округ)
Дофин (англ. Dauphin County) — округ в штате Пенсильвания, США. Официально образован 4 марта 1785 года выделением из округа Ланкастер, назван в честь французского дофина Людовика Жозефа. По состоянию на 2010 год, численность населения составляла 268 100 человек.

## География
По данным Бюро переписи США, общая площадь округа равняется 1445,221 км2, из которых 1359,751 км2 суша и 82,880 км2 или 0,000 % это водоёмы.

## Население
По данным переписи населения 2000 года в округе проживает 251 798 жителей в составе 102 670 домашних хозяйств и 66 119 семей. Плотность населения составляет 185,00 человек на км2. На территории округа насчитывается 111 133 жилых строений, при плотности застройки около 82,00-х строений на км2. Расовый состав населения: белые — 77,11 %, афроамериканцы — 16,91 %, коренные американцы (индейцы) — 0,16 %, азиаты — 1,96 %, гавайцы — 0,03 %, представители других рас — 1,97 %, представители двух или более рас — 1,85 %. Испаноязычные составляли 4,13 % населения независимо от расы.
В составе 102 670,00 % из общего числа домашних хозяйств проживают дети в возрасте до 18 лет, 18,00 % домашних хозяйств представляют собой супружеские пары проживающие вместе, 47,60 % домашних хозяйств представляют собой одиноких женщин без супруга, 12,90 % домашних хозяйств не имеют отношения к семьям, 30,00 % домашних хозяйств состоят из одного человека, 10,30 % домашних хозяйств состоят из престарелых (65 лет и старше), проживающих в одиночестве. Средний размер домашнего хозяйства составляет 2,39 человека, и средний размер семьи 2,98 человека.
Возрастной состав округа: 24,30 % моложе 18 лет, 7,60 % от 18 до 24, 30,10 % от 25 до 44, 23,80 % от 45 до 64 и 23,80 % от 65 и старше. Средний возраст жителя округа 38 лет. На каждые 100 женщин приходится 92,30 мужчин. На каждые 100 женщин старше 18 лет приходится 88,80 мужчин.
Средний доход на домохозяйство в округе составлял 0 USD, на семью — 0 USD. Среднестатистический заработок мужчины был 0 USD против 0 USD для женщины. Доход на душу населения составлял 0 USD. Около 0,00 % семей и 0,00 % общего населения находились ниже черты бедности, в том числе — 0,00 % молодежи (тех, кому ещё не исполнилось 18 лет) и 0,00 % тех, кому было уже больше 65 лет.

## Экономика
- АЭС Три-Майл-Айленд